# Stade Arto Tolsa
Le stade Arto Tolsa (finnois : Arto Tolsa Areena ou terrain de sport de Kotka (finnois : Kotkan urheilukeskus) est un stade de football situé dans le quartier de Katariina à  Kotka en Finlande.

## Présentation
Le stade été construit pour les Jeux olympiques d'été de 1952 lors desquels il a accueilli les matchs de football aux Jeux olympiques d'été de 1952. 
Le stade sert de terrain à domicile au FC KTP, qui joue dans le Championnat de Finlande de football.
La capacité du stade est de 4 200 spectateurs.
Le stade est conçu spécifiquement pour le football et n'est pas entouré de pistes d'athlétisme, de sorte que les tribunes sont proches du terrain.
Dans le cadre de l'installation de gazon artificiel chauffé en 2015, le terrain a également été agrandi à 105 × 68 mètres en conformité avec les recommandations de l'UEFA.
La capacité d'accueil  du stade est de 4 200 places assises. 
La tribune principale peut accueillir 1 900 personnes, les deux autres tribunes 1 500 et 800 spectateurs.